# Beinhaus (Quimerch)

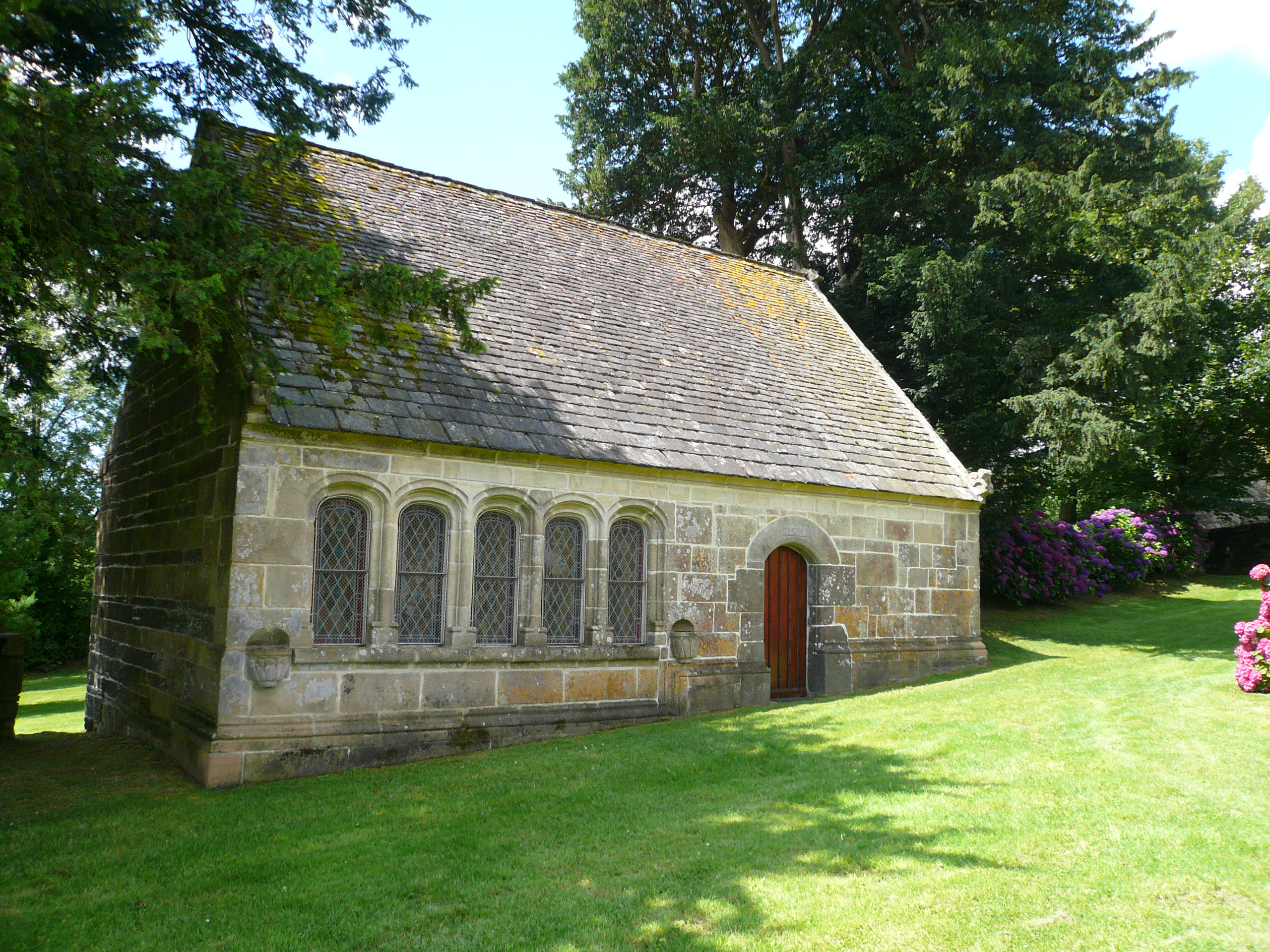
Beinhaus in Quimerch

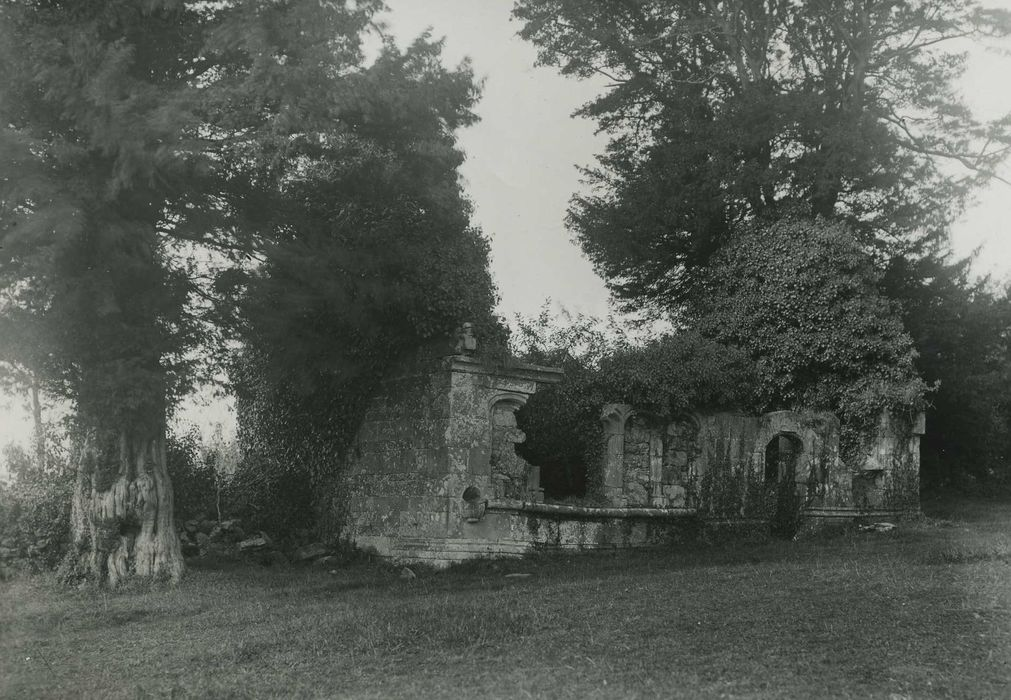
Das Beinhaus als Ruine (undatiertes Foto)

Das Beinhaus bei der Kirche St-Pierre in Quimerch, einem Gemeindeteil von Pont-de-Buis-lès-Quimerch im französischen Département Finistère in der Region Bretagne, wurde 1579 errichtet. Im Jahr 1966 wurde das Beinhaus als Monument historique in die Liste der Baudenkmäler in Frankreich aufgenommen.
Das Beinhaus im Stil der Renaissance wurde mit Granit aus Logonna erbaut. Das Dach ist mit rechteckigen Steinplatten gedeckt. 
An der Hauptfassade sind fünf korbbogige Fenster und das rundbogige Portal zu sehen. Auf dem Portalbogen ist die Jahreszahl 1579 eingemeißelt. 
Nachdem das Beinhaus lange Zeit als Ruine verkam, wurde es 1995 wieder aufgebaut.